# Pongo de Aguirre
Pongo de Aguirre es un salto de agua en el curso del río Huallaga, en el Perú. Se atribuye su nombre a la presencia en ese lugar del explorador español del siglo XVI Lope de Aguirre, quien, se dice, dejó unos extraños signos grabados sobre una roca de las orillas, que llaman al rezo supersticioso del viajero antes de aventurarse en la caída de esas tumultuosas aguas que ya en las llanuras, forman el gran Amazonas.